# Ilhéus
Ilhéus város Brazíliában, Bahia államban. Lakosainak száma 178 649 fő (2022). Ilhéus Aurelino Leal, Coaraci, Uruçuca, Una, Buerarema, Itabuna, Itajuípe és Itapitanga községekkel határos.

## Népesség
A település népességének változása:
| Lakosok száma | 222 127 | 184 236 | 180 213 | 159 923 | 157 639 | 178 649 |
|               | 2000    | 2010    | 2015    | 2020    | 2021    | 2022    |